# 廖瑛
廖瑛（？—？），字璞完，福建汀州府永定縣人，清朝政治人物。

## 生平
乾隆二年（1737年）丁巳恩科進士，授刑部浙江司主事，升刑部郎中，歷任山東道監察御史、迤東道，二十八年（1763年）任江西按察使。

## 家族
祖父廖冀亨；父廖鴻譽；叔父廖王臣、廖鴻章。